# Itasha
Itasha (痛車 lit. Vehículo Doloroso?) es un término usado en Japón para referirse a la moda otaku de decorar sus automóviles con personajes de ficción de anime, manga o videojuegos (especialmente juego bishōjo), aunque también se usa para referirse a coches decorados con adhesivos de estética deportiva sin ningún personaje o a incluso vehículos militares. Estos personajes son mayormente chicas. Los adornos suelen consistir en pintura y adhesivos. Los automóviles son llamados Itasha, a las motos y bicicletas se llaman itansha (痛単車?) e itachari (痛チャリ?) respectivamente.

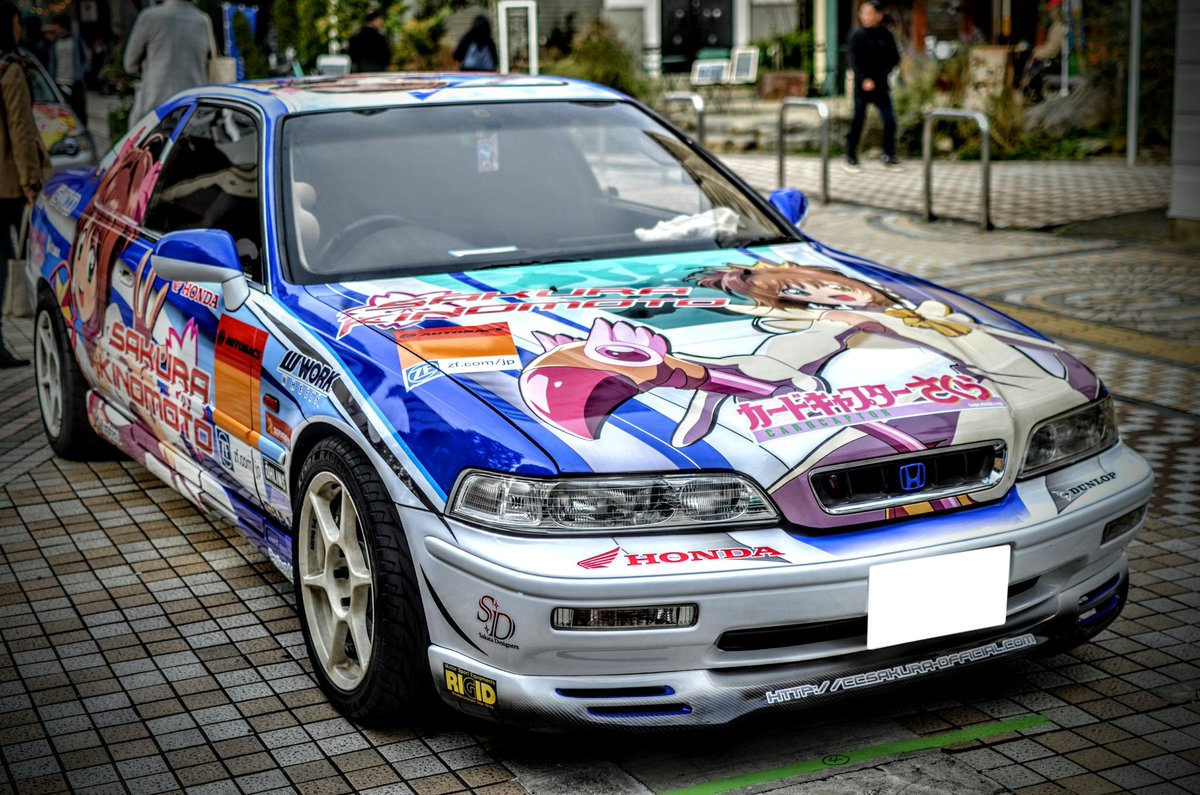
Un itasha en Tokio, Japón del personaje Sakura de Cardcaptor Sakura

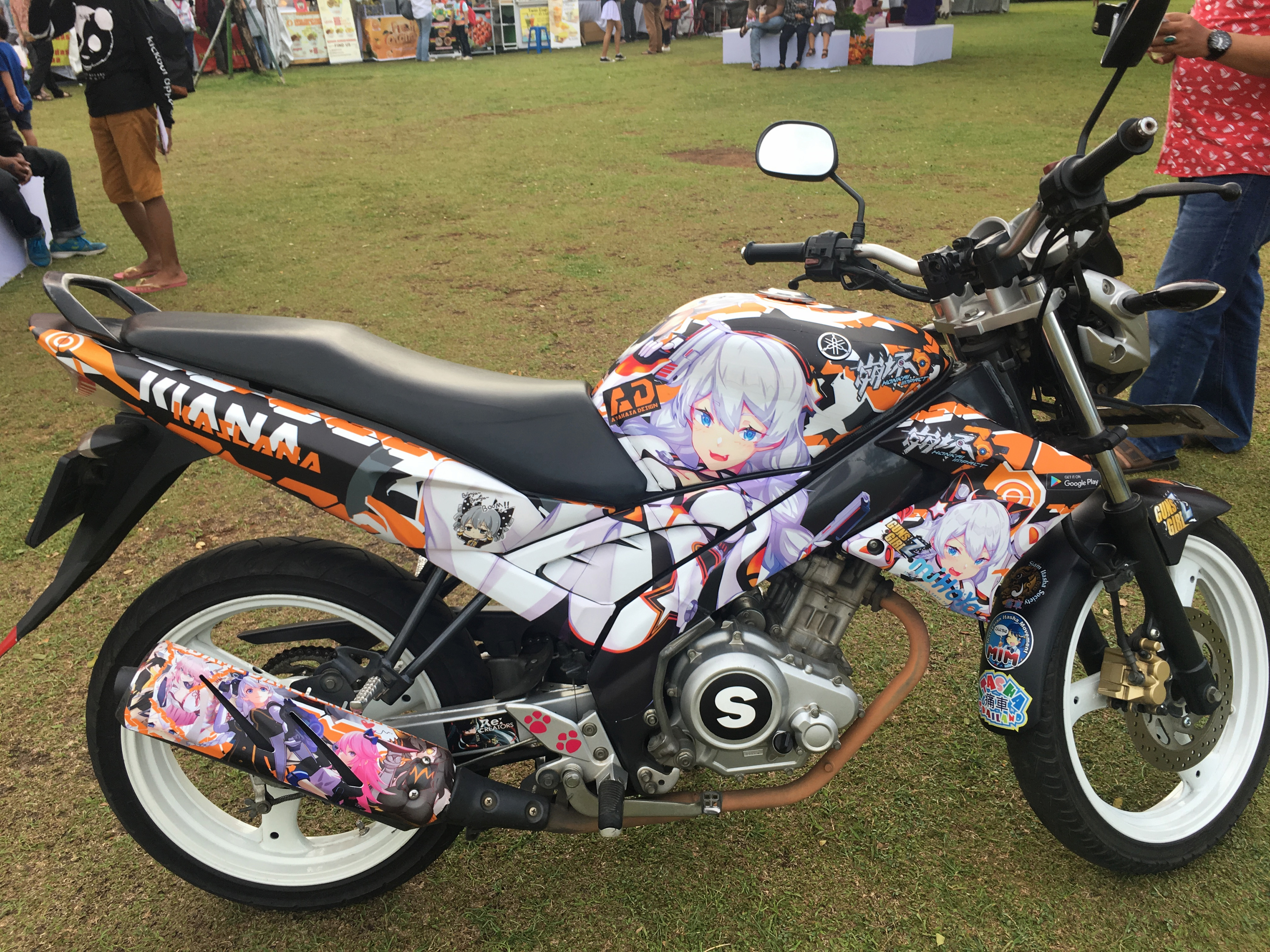
Un itansha de Kiana de Honkai Impact

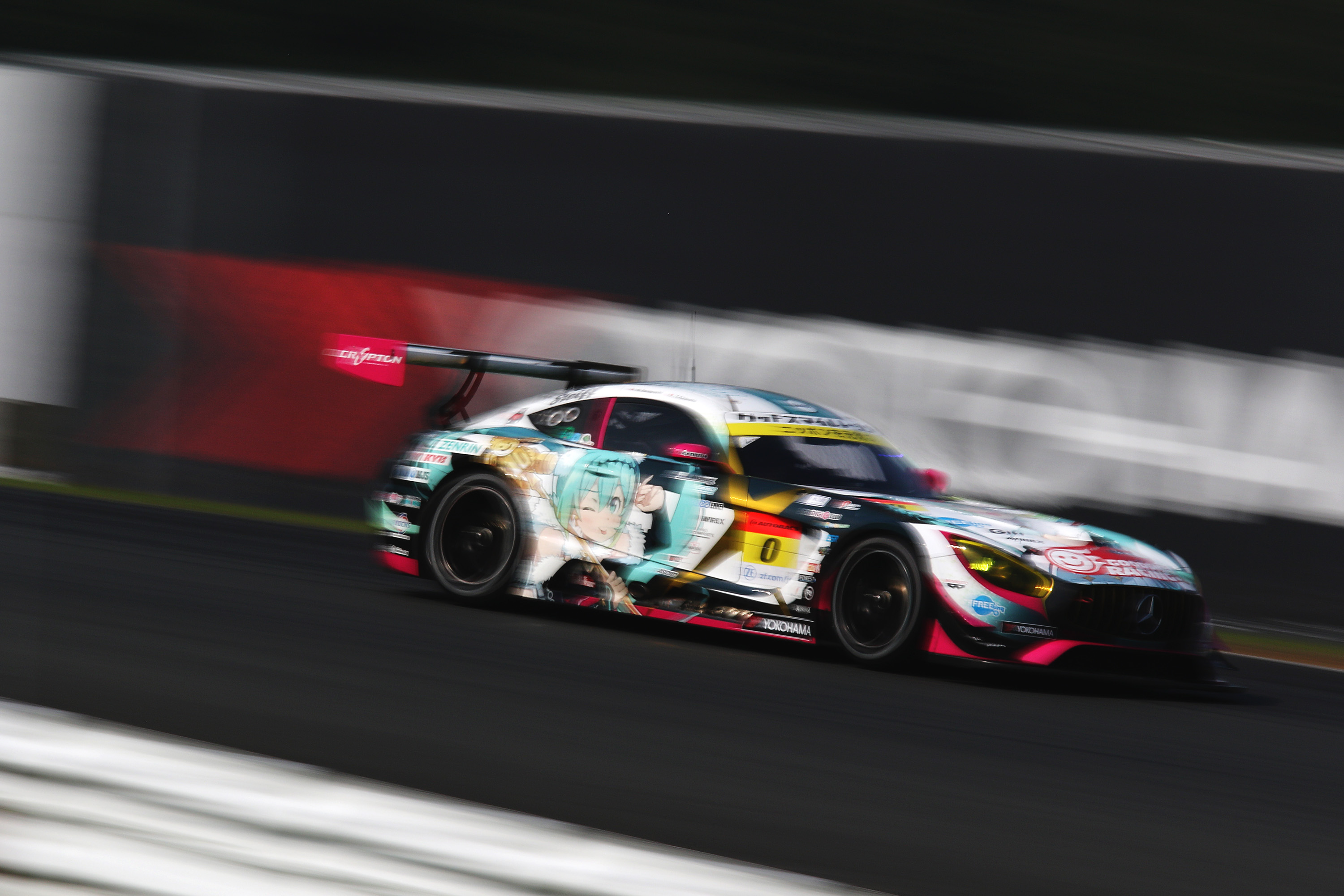
Good Smile Racing Mercedes-AMG GT3 (Super GT Japonés, 2018)

Estos coches se ven mayormente en lugares como Akihabara (Tokio), Nipponbashi (Osaka) y Ōsu (Nagoya). Los Itasha también aparece en videojuegos, tales como Forza Motorsport 2. Los itasha también han participado en varios eventos de carreras reales.

## Etimología
En la década de 1980, en las calles de Tokio desfilaron coches importados de lujo. Entre ellos, el 'Itasha' fue el más deseado. Sin embargo, en 1990, el término "itai" fue adoptado para describir a la secta otaku relacionada con el asesino en serie Tsutomu Miyazaki. Desde entonces, Itasha (como el vehículo decorado) se derivó de la combinación de la palabra japonesa itai ( 痛い  doloroso?) y sha (車 vehículo?). Itai significa "doloroso", que puede ser interpretado como "muy vergonzoso" o "doloroso", debido a los altos costos involucrados. El nombre también es un juego de palabras para coches italianos (イタリア 車 Itaria-sha?), convertido a la jerga japonesa como Itasha (イタ 車?).

## Historia
La decoración se inició en 1980 con personajes de peluches y pegatinas, pero se convirtió en un fenómeno en el siglo 21, cuando la cultura otaku se hizo relativamente conocida a través de Internet. La decoración de vehículo en las convenciones se inició en agosto de 2005, en Comic Market 68.

### Convenciones
En 2007, la primera Autosalone (あうとさろーね Autosarōne?), una convención orientada a los Itasha, se celebró en Ariake, cerca del sitio donde se lleva a cabo el Comiket.

### Participación en el automovilismo
En los últimos años, la participación en eventos de automovilismo con Itashas reales ha crecido. Aunque la mayoría de ellos son eventos de aficionados, la participación de Itashas en las carreras van en aumento, y por lo general reciben mucha cobertura en los medios.

### Itasha en México
La primera página con información y difusión sobre el fenómeno itasha en México fue presentado a través del proyecto Japan compartiendo imágenes y fotografías de autos, motocicletas, bicicletas, tanques, aviones, camiones, transporte e incluso armamento personalizado por parte de elementos militares y civiles de México e Internet, en otras palabras, sobre toda la personalización o "tuning" de unidades de transporte y otros artículos cotidianos o curiosos.
Actualmente, se encuentra en desarrollo y pretende continuar la divulgación de información, material audiovisual y curiosidades a través de la Internet, para la gente de México y de habla hispana. 
Aunque existen otros grupos con nombres similares, "Itasha México ©, es la comunidad oficial, donde los principales grupos se juntaron con la promesa de apoyarse entre todos y ayudar a la difusión.
En Itasha México no solo se comparte autos, sino también bicicletas, camiones, motos, motonetas y varios vehículos más que se pueden personalizar, tanto en físico como en digital, tal es el caso de algunos videojuegos en línea que permiten la modificación de vinilos.
Actualmente el club activo de itasha dentro del país, es Itasha México©(copyright) quienes desde hace 3 años, han incluido y llevado a diversos eventos (convenciones animes), la cultura de los autos y motos personalizadas de la cultura anime dentro de la comunidad friki como se le conoce, siendo ellos el primer grupo de coches que se registró en Latinoamérica, dando así cada vez más la difusión y motivando a otros países como Brasil, argentina, chile, ecuador y Guatemala actualmente. 
La pasión por los autos y el gusto por el anime, ha crecido considerablemente, el cual ha llevado la creación de la LAI (Latín América Itasha Aliance), fundada por los Representantes de cada país, entre ellos destaca, Brazil, Canadá, Chile, Colombia, Ecuador, EUA, Guatemala y México!. Actualmente pueden ver sus trabajos representativos en cada página de Instagram y Facebook!. 